# Niels Gade
Niels Wilhelm Gade (Copenhaguen, 22 de febrer de 1817 - Copenhaguen, 21 de desembre de 1890) va ser un compositor danès.

## Biografia
Fill d'un fabricant d'instruments musicals, va començar una carrera de violinista. La seua primera obra com a compositor, l'obertura per a orquestra Records d'Ossian, va ser estrenada per la Societat Musical de Copenhaguen l'any 1840. Després va decidir enviar la seua primera simfonia a Felix Mendelssohn qui, entusiasmat, la va estrenar amb la seua orquestra del Gewandhaus de Leipzig el març de 1843.
Amb l'ajuda d'una beca del Govern danès va viatjar a Leipzig per tal de treballar amb Mendelssohn com a director assistent de l'orquestra. Va esdevenir molt amic de Mendelssohn, i també de Robert Schumann qui va veure en Gade un "compositor excepcional".
A la fi dels anys 1840, va tornar a Dinamarca on es va fer càrrec el 1850 de la direcció de la Societat Musical de Copenhaguen (Musikforeningen), la principal institució de concerts de la ciutat, lloc que va ocupar fins a la seva mort, quaranta anys després, en què fou succeït per Franz Xaver Neruda. Durant aquest període, va crear una nova orquestra i un nou cor, a més de treballar com a organista. Va encoratjar tota una generació de compositors nòrdics, incloent-hi sobretot a Carl Nielsen, però també a Peter Martin Cornelius Rubner, Edvard Grieg, August Winding, Elfrida Andrée, August Enna, Woldemar Bargiel, Ludvig Schytte, Johanne Stockmarr, Georg Høeberg, Orla Rosenhoff i Asger Hamerik.
Va casar-se amb la filla del compositor danès Johan Peter Emilius Hartmann (1805-1900), per tant, fou cunyat del també compositor Emil Hartmann (1836-1898).

## Obres principals

### Simfonies
- Simfonia núm. 1 en do menor, op. 5 (1842)
- Simfonia núm. 2 en mi major, op. 10 (1843)
- Simfonia núm. 3 en la menor, op. 15 (1846)
- Simfonia núm. 4 en Si bemoll major, op. 20 (1849)
- Simfonia núm. 5 en re menor, op. 25 (1852)
- Simfonia núm. 6 en sol menor, op. 32 (1857)
- Simfonia núm. 7 en fa major, op. 45 (1864)
- Simfonia núm. 8 en si menor, op. 47 (1871)

### Altres obres
A banda de les seues simfonies, Gade va compondre un concert per a violí i orquestra, música de cambra, peces per a piano i cantates.